# Slot A

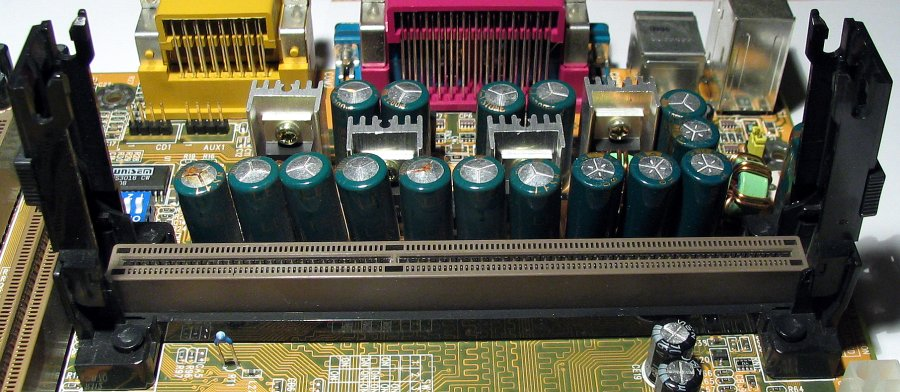
Slot A

Slot A – fizyczna i elektryczna specyfikacja gniazda przeznaczonego dla pierwszej generacji procesorów Athlon produkowanych przez korporację AMD.
Fizyczne rozwiązania Slot A pozwalają na użycie wyższej częstotliwości FSB w porównaniu z Socket 7 czy Super Socket 7. Płyty główne z gniazdami Slot A używają protokołu EV6 opracowanego przez firmę Compaq dla procesorów Alpha. Slot A jest fizycznie bardzo podobny do gniazda Slot 1 firmy Intel, ale nie jest z nim kompatybilny (posiada inne wyprowadzenia końcówek).
Gniazdo to było przeznaczone dla procesorów AMD Athlon (z jądrem Argon, Pluto, Orion oraz częściowo Thunderbird), które produkowane były do pracy z częstotliwościami od 500 MHz do 1 GHz. W 2000 roku gniazdo Slot A zostało zastąpione gniazdem Socket A.